# Condado de Greenwood (Carolina do Sul)
O Condado de Greenwood é um dos 46 condados do Estado americano da Carolina do Sul. A sede do condado é Greenwood, e sua maior cidade é Greenwood. O condado possui uma área de 1 199 km² (dos quais 19 km² estão cobertos por água), uma população de 66 271 habitantes, e uma densidade populacional de 56 hab/km² (segundo o censo nacional de 2000). O condado foi fundado em 1897.